# Il bacio della donna ragno
Il bacio della donna ragno (Kiss of the Spider Woman) è un film del 1985 diretto da Héctor Babenco, liberamente tratto dall'omonimo romanzo di Manuel Puig (pubblicato in Italia la prima volta nel 1978). Il film descrive la relazione che si instaura tra due detenuti imprigionati da una giunta militare sudamericana negli anni settanta: un omosessuale ed un dissidente politico.
Per l'interpretazione del personaggio di Molina, William Hurt vinse l'Oscar al miglior attore e il premio per la miglior interpretazione maschile al 38º Festival di Cannes.

## Trama
In un carcere di un indefinito Paese dell'America Latina, due detenuti, Valentin Arregui, rivoluzionario marxista, e Luis Molina, omosessuale condannato a otto anni di reclusione per aver avuto un rapporto con un minore, dividono la stessa cella. Molina è un personaggio eccentrico, dai modi effeminati e teatrali, che ama rivivere le storie d'amore dei film immedesimandosi nelle protagoniste femminili e condividerle con il compagno di cella, insieme ai propri ricordi, pensieri e sogni. Valentin è un personaggio duro e concentrato sui propri ideali rivoluzionari; benché inizialmente infastidito da Molina per la mancanza di concretezza e di impegno sociale, progressivamente si appassiona ai racconti del compagno di cella e instaura un dialogo che gradualmente li avvicina.
La realtà della vita carceraria si alterna alle scene di un film ambientato a Parigi, durante l'occupazione nazista, che Molina racconta a Valentin con tono trasognato e ricchezza di dettagli che sottolineano lo stile di vita lussuoso e frivolo dei protagonisti. Al centro della storia c'è l'amore tra Leni Lamaison, una ragazza che collabora con la resistenza francese, e l'ufficiale nazista Werner. A un certo punto del racconto Valentin si rende conto che il film descritto come storia d'amore è in realtà una pellicola di propaganda nazista e rimprovera il compagno di non essersene reso conto e di vivere fuori dal mondo: i nazisti, che lo affascinano tanto, hanno sterminato gli omosessuali come lui. Pur consapevole dei crimini nazisti, Molina gli risponde che l'immersione in quel mondo patinato è l'unica possibile fonte d'evasione.
Valentin e Molina hanno entrambi donne che li aspettano fuori dal carcere: nel caso di Molina, è la madre; nel caso di Valentin sono la fidanzata, nonché compagna di lotta, Lidia, e l'amante borghese Marta, che l'uomo immagina come la Leni del racconto di Molina. Le condizioni della prigionia mettono a dura prova i due protagonisti: dapprima Molina e dopo Valentin patiscono dolori addominali a causa del cibo somministrato loro. In quest'occasione Molina si prende amorevolmente cura del compagno.
Presto si scopre però che Molina è un doppiogiochista: si è prestato a collaborare col direttore del carcere e con un poliziotto, accettando di strappare a Valentin informazioni preziose sul suo gruppo rivoluzionario, al fine di ottenere la libertà condizionata e generi di conforto (cibo, sigarette, etc.). Si scopre anche che le coliche addominali erano dovute al cibo avvelenato dai carcerieri per indebolire progressivamente Valentin e indurlo a cedere agli interrogatori. Molina si è però frattanto innamorato di Valentin, e questo lo induce a non riferire al direttore del carcere le informazioni man mano raccolte.
Pur non avendo ottenuto da Molina quanto richiesto, il direttore del carcere decide di liberarlo, ma solo per poterne spiare le mosse. Al momento del commiato, Valentin accetta di avere un rapporto sessuale con Molina, come segno di riconoscenza e di affetto. Molina racconta un'ultima storia, questa volta di tipo allegorico. Un naufrago approda su un'isola, dove incontra una creatura mostruosa e meravigliosa al tempo stesso, la donna ragno del titolo, che lo attira nella sua casa di ragnatela, versando alla fine un'unica lacrima.
Valentin ha bisogno di trasmettere un messaggio a Lidia e chiede a Molina di contattarla per telefono. Lui esita, perché teme di poter essere coinvolto, ma alla fine, nonostante il pericolo, accetta l'incarico. Durante la telefonata, Lidia convince Molina a incontrarla per consegnarle personalmente il messaggio. Mentre si reca al luogo dell'incontro, Molina si accorge di essere seguito dal poliziotto che aveva conosciuto in carcere, ma, credendo di averlo seminato, non rinuncia a portare a termine la propria missione e durante l'incontro viene ferito mortalmente, senza poter comunicare con Lidia.
Nel frattempo le autorità carcerarie cambiano strategia per ottenere informazioni da Valentin e decidono di torturarlo. Dopo l'ennesima tortura un medico, in segreto, gli somministra della morfina per farlo dormire. È col sogno di Valentin che si conclude il film: il prigioniero sogna di essere liberato da Marta e di allontanarsi in barca con lei al tramonto. Solo in sogno Valentin riesce ad abbandonarsi ai sentimenti, a essere momentaneamente felice e a dire a Marta che la ama.

## Accoglienza

### Incassi
Il film rimase nelle sale per tutta la primavera del 1986 con buoni risultati al botteghino.

## Riconoscimenti
- 1986 - Premio Oscar
  - Miglior attore protagonista a William Hurt
  - Candidatura Miglior film a David Weisman
  - Candidatura Migliore regia a Héctor Babenco
  - Candidatura Migliore sceneggiatura non originale a Leonard Schrader
- 1986 - Golden Globe
  - Candidatura Miglior film drammatico
  - Candidatura Miglior attore in un film drammatico a William Hurt
  - Candidatura Miglior attore in un film drammatico a Raúl Juliá
  - Candidatura Miglior attrice non protagonista a Sônia Braga
- 1986 - Premio BAFTA
  - Miglior attore protagonista a William Hurt
- 1985 - National Board of Review Award
  - Miglior attore protagonista a Raúl Juliá
  - Miglior attore protagonista a William Hurt
- 1985 - Festival di Cannes
  - Miglior interpretazione maschile a William Hurt
  - Candidatura Palma d'Oro a Héctor Babenco
- 1985 - Los Angeles Film Critics Association Award
  - Miglior attore protagonista a William Hurt
- 1986 - Independent Spirit Award
  - Miglior film straniero
- 1986 - David di Donatello
  - Miglior attore straniero a William Hurt

## Curiosità
Il ruolo di Molina era stato destinato inizialmente a Burt Lancaster, che lavorava da circa un anno con il regista per la preparazione del personaggio, ma fu sostituito dalla produzione senza essere avvisato per motivi di salute perché aveva appena subito un intervento di bypass aorto-coronarico.